# 1610
1610 (MDCX) je bilo navadno leto, ki se je po gregorijanskem koledarju začelo na petek, po 10 dni počasnejšem julijanskem koledarju pa na ponedeljek.

## Dogodki
- muslimanski in judovski spreobrnjenci Moriski so izgnani iz Španije.

## Smrti
- 22. november - Uraz Mohamed, kan Kasimskega kanata (*neznano)